# الكسندر مكاي
الكسندر مكاي هو سياسي كندي، ولد في 19 أبريل 1843، وتوفي في 21 أبريل 1912. انتخب عضو مجلس العموم الكندي.